# درسر (کالیفرنیا)
درسر (به انگلیسی: Dresser) یک منطقهٔ مسکونی در ایالات متحده آمریکا است که در شهرستان آلامدا، کالیفرنیا واقع شده‌است. درسر ۳۲٫۰ متر بالاتر از سطح دریا واقع شده‌است.